# Floastad
Floastad er et naturreservat i Svartrå sogn i Falkenbergs kommun, Hallands län, Sverige. 
Naturreservatet, der blev etableret i 2009. Områdets naturværdier blev opdaget i forbindelse med en undersøgelse i 1992.. Reservatet omfatter i alt cirka 40 hektar bestående af et par bakker med hovedsageligt vintereg. Grundfjeldet i bakkerne har elementer af grønsten, hvilket har resulteret i, at flere mere krævende karplanter har kunnet etablere sig. Mindre elementer af bøg, hassel, lind og sort druemunke vokser også her.  Der er omkring 15 rødlistede og signalarter i området, blandt andet rundfinnet radeløv.
Inden for reservatet er fra øst til vest bakkerne Bonnabjær, Långåsen (begge 100 m over havets overflade), Harakullen (85 m over havets overflade) og Skrabbabjær (på tidligere kort kaldet "Uvbjär") og moshindringen Uvbjærsmôse. Blandt andet under skråningerne på reservatets højeste punkt, Skrabbabjær (105 m over havets overflade), kan man i løbet af foråret se et stort antal blomstrende blå anemoner, der nyder godt af kalkforekomsten fra grundfjeldet.